# José Tocornal Velasco
José Nicolás Tocornal Velasco; fue un político y abogado chileno. Nació en Santiago, en 1806. Murió en la misma ciudad en 1857. Hijo de don Gabriel José Tocornal Jiménez y doña Josefa Velasco Oruña. Casado con Carlota Vergara Rencoret.
Estudió en el Instituto Nacional, de donde se graduó de abogado en 1834. Ingresó tras sus estudios al Partido Conservador, influenciado por su padre, quien era ministro del gobierno de José Joaquín Prieto Vial.
Elegido Diputado por Talca en 1852, fue reelegido por el mismo departamento en 1855. En este período fue integrante de la Comisión permanente de Guerra y Marina.
Fue intendente de la Provincia de Santiago desde 1856 hasta su muerte, ocurrida el 20 de agosto de 1857.